# Ionizzazione dei gas

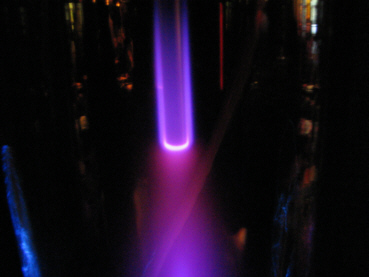
Fotografia di un elettrodo durante una scarica a bagliore in argon. La tenue luminosità è dovuta all'emissione di luce da parte di elettroni legati agli atomi neutri che schermano l'elettrodo.

La ionizzazione di un gas è un processo per il quale un gas, inizialmente neutro, viene ionizzato facendo passare una corrente elettrica; è anche noto come "scarica elettrica" o, se la corrente che fluisce nella scarica è molto elevata, arco elettrico. Il fenomeno della scarica nei gas coincide con la rottura dielettrica del materiale, quando il materiale è un gas. Infatti, un gas neutro è dielettrico, ma se sottoposto ad un campo elettrico sufficientemente elevato si può ionizzare e pertanto diventare conduttore.
Il campo elettrico massimo al quale può resistere un gas senza entrare in conduzione è detto rigidità dielettrica del gas, in analogia ai materiali solidi: quando si ha la scarica si dice anche che la sua rigidità dielettrica è stata perforata. Ciò accade ad esempio nel caso dei fulmini o dei tubi al neon.

## Metodi di ionizzazione

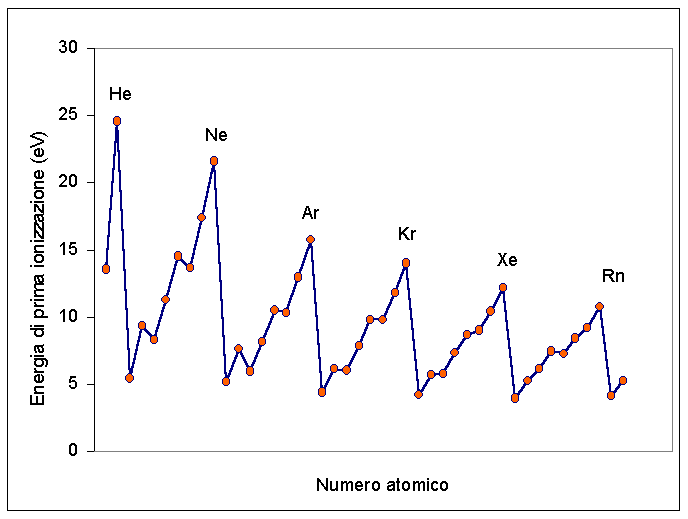
Grafico dell'energia di prima ionizzazione in funzione del numero atomico. Come si vede, essa è compresa fra 5 e 25 elettronvolt.

In laboratorio, una piccola quantità di gas può essere riscaldata e ionizzata principalmente attraverso tre metodi: 
- facendoci passare una corrente, per esempio applicando una tensione fra due elettrodi (scariche in corrente continua);
- immettendo delle onde radio a frequenza opportuna (scariche in radiofrequenza);
- come nel punto precedente, ma utilizzando delle microonde (scariche a microonde).

Generalmente, dal punto di vista microscopico questi metodi per formare una scarica (o plasma) sono tutti equivalenti: viene fornita dell'energia agli elettroni legati ai nuclei, che a un certo punto si liberano dal legame col nucleo. Elettroni liberi collidono con altri atomi neutri, liberando ancora più elettroni, e il processo poi procede a cascata fino a un equilibrio, che dipende unicamente dalla pressione del gas e dal campo elettrico applicato.
La condizione iniziale è che gli elettroni abbiano un'energia cinetica maggiore del potenziale di ionizzazione dell'elemento usato per la scarica. Poiché il potenziale di prima ionizzazione (cioè, l'energia necessaria per strappare il primo elettrone al nucleo) è compreso fra 5 e 25 eV (vedi figura), questo valore fornisce la soglia in energia necessaria agli elettroni per ionizzare il gas. 
I gas nobili hanno un'energia di ionizzazione maggiore; è da tenere presente comunque che per i gas biatomici, come l'azoto o l'ossigeno, deve essere inclusa anche l'energia necessaria per spezzare le molecole: la conseguenza è che la tensione di breakdown (vedi sotto) è generalmente più alta per questi ultimi.
Il metodo più semplice e comune per ionizzare un gas è di accelerare gli elettroni naturalmente presenti anche in un gas neutro con un campo elettrico: 
ci concentreremo pertanto nel seguito sulle scariche in corrente continua, che sono le più facili da realizzare e le più studiate in laboratorio, anche per l'ampio spettro di applicazioni (elettrodeposizione, xerografia, sputtering industriale, ecc.). Anche se verranno trattati fenomeni generali di una scarica gassosa, come il breakdown elettrico, la transizione da glow ad arco, ecc., è comunque da tenere presente che questi aspetti sono stati studiati (sin dalla fine dell'Ottocento) su un particolare dispositivo. Tuttavia, uno degli aspetti principali delle scariche nei gas è che esse possono assumere una varietà enorme di differenti forme per effetto della grande varietà di parametri in gioco, come la natura del gas, il modo in cui la tensione viene applicata, e la natura delle condizioni al contorno (materiale e dimensioni degli elettrodi, presenza di punte, natura delle superfici esposte, distanza fra gli elettrodi, forma e dimensione del tubo di scarica...).
Questo non esclude poi che ci sia un'ampia classe di scariche nei gas che avvengono in situazioni in cui una tensione si sviluppa spontaneamente (e quindi non è indotta da un circuito esterno) per attrito, scambio carica, nebbie, venti, onde, spray, eccetera. Nella gran parte di queste situazioni, le condizioni al contorno sono mal definite, e spesso sono costituite da materiali isolanti, e non da elettrodi come nelle scariche in corrente continua. Alcuni di questi tipi di scariche sono stati studiati (per esempio, i fulmini), ma le scariche che avvengono perlopiù casualmente fra due superfici isolanti, come avviene comunemente in xerografia, o negli ancor più comuni corto circuiti nei circuiti elettrici, hanno ricevuto comparativamente minor attenzione.

## Scariche gassose in corrente continua

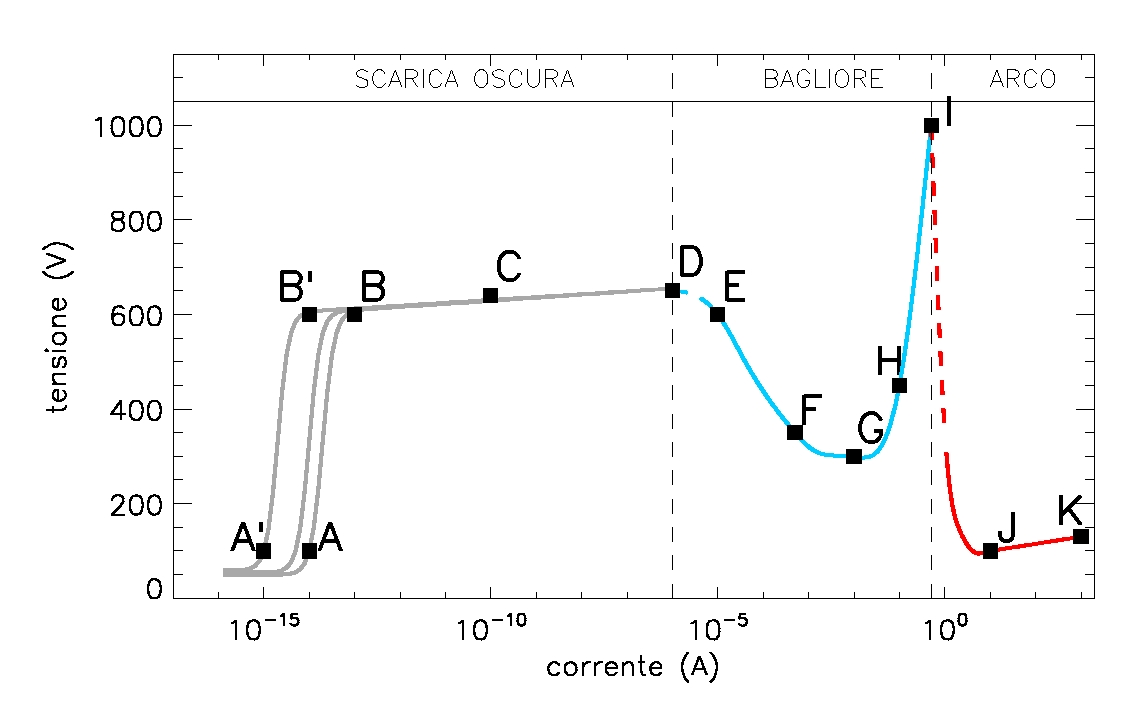
Curva caratteristica (tensione come funzione della corrente) di un tubo al Neon, pressione 1 torr, con due elettrodi a disco di 2 cm di diametro, separati di 50 cm.

Le scariche gassose in un tubo rettilineo (in vetro o quarzo) furono le prime ad essere studiate, alla fine dell'Ottocento: esse erano note come tubi di Crookes o tubi di Geissler. 
Lo schema dell'apparato è molto semplice, e consta di tre elementi:
- un tubo rettilineo (camera da vuoto), tenuto in vuoto da una pompa;
- un circuito elettrico, collegato a due elettrodi posti alle due estremità del tubo;
- una bombola di gas, con una valvola a spillo per controllare la portata del gas.

La necessità di tenere il tubo in vuoto nasce dal fatto che, come vedremo, è più facile ionizzare un gas a bassa pressione: la pressione tipica nei tubi di scarica varia fra 10−2 e 1 mbar (7,6 × 10−3 e 0,76 torr). La tensione di innesco (breakdown) dipende dal prodotto della pressione per la distanza degli elettrodi (legge di Paschen). Vi è un prodotto ideale tra pressione e distanza tra gli elettrodi per cui la tensione di innesco ha un minimo. Infatti se il vuoto è troppo elevato a meno di avere distanze enormi tra gli elettrodi la probabilità di collisione di un elettrone con il gas residuo è così bassa che non avviene nessuna scarica. Per ragioni opposte se la pressione è troppo alta la probabilità di collisione è troppo elevata e gli elettroni non acquistano sufficiente energia tra un urto ed il seguente, a meno di trovarsi in un campo elettrico molto elevato.
In figura è riportata la curva caratteristica di una scarica di Neon in un tubo rettilineo: la pressione del gas è 1 torr, nel tubo sono presenti due elettrodi a disco di 2 mm di diametro, separati di 50 cm. 
Al variare della tensione applicata, la scarica attraversa una serie di regimi successivi, cioè:
- La scarica oscura;
- La scarica a bagliore (glow);
- L'arco (o scintilla).

In figura i vari regimi sono indicati dalle lettere maiuscole, e sono:
- A. impulsi casuali di corrente (raggi cosmici)
- B. saturazione della corrente
- C. scarica a valanga di Townsend
- D. scarica auto-sostenuta di Townsend
- E. regione instabile (tratteggio): scarica a corona
- F. glow (scarica a bagliore) sub-normale
- G. glow "normale"
- H. glow "anormale"
- I. regione instabile (tratteggio): transizione glow-arco
- J. arco non-termico
- K. arco termico

I tratti A-D fanno parte della cosiddetta "scarica oscura": benché ci sia produzione di elettroni liberi, e quindi ionizzazione, il flusso di elettroni non è così grande da permettere la formazione di una corrente apprezzabile (corrente < 10 µA). Di conseguenza, il "plasma" non emette ancora luce.
I tratti F-H fanno parte della scarica a "bagliore" (glow): il plasma emette una tenue luminescenza che occupa quasi tutto il volume del tubo, dovuta perlopiù all'emissione di radiazione da parte di atomi neutri eccitati.
I tratti I-K fanno parte dell'arco: c'è grande emissione di radiazione, e la scarica si concentra sotto forma di uno stretto canale, che occupa solo il centro del tubo.
Qui di seguito tratteremo in dettaglio questi tre principali regimi della scarica gassosa rettilinea.

### La scarica oscura
I fenomeni che determinano la ionizzazione di un gas in un tubo furono studiati dal fisico inglese John Sealy Townsend intorno al 1897: il regime in cui questi fenomeni sono validi è detto regime della scarica oscura, o scarica di Townsend.
Le correnti più basse (punto A della curva caratteristica) sono dell'ordine del pA o anche meno, e sono sotto forma di impulsi casuali ("burst") di corrente, dovuti a sorgenti esterne, come radioattività naturale e raggi cosmici. Il campo elettrico è però così basso, che questi elettroni non possono generare altri elettroni per effetto di ionizzazioni successive: questa è la condizione standard di tutti i gas neutri, aria compresa, dove esiste una piccolissima percentuale ionizzata.
Se viene applicata tensione agli elettrodi, gli elettroni cominciano ad essere emessi dall'elettrodo negativo (catodo), inizialmente per fotoemissione. Di conseguenza, la corrente aumenta, come mostrato nei tratti A - B della curva caratteristica: aumentando ancora la tensione, si raggiunge presto una situazione di equilibrio, in cui gli elettroni prodotti (quelli naturali + quelli emessi dal catodo) sono rapidamente dispersi nella regione del tubo compresa fra i due elettrodi ("gap"). La corrente raggiunta è detta corrente di saturazione, ed è chiamata I0. Poiché il valore della corrente di saturazione dipende dal modo con cui dall'esterno si è aumentata la tensione, e dalla quantità di elettroni iniziali, ci possono essere molte curve come la A - B, con differenti valori di corrente di saturazione (per esempio, come in figura i tratti A - B, A' - B', eccetera).  Questa proprietà della parte iniziale della curva caratteristica di un tubo di scarica viene utilizzata per esempio nei contatori Geiger: il tratto  A - B viene pertanto chiamato talvolta anche regime Geiger.

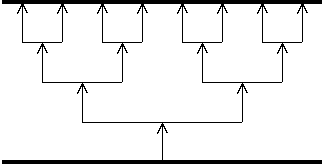
Effetto di ionizzazione a valanga da parte di elettroni emessi dal catodo (in basso).

Aumentando ancora la tensione, gli elettroni liberi vengono accelerati sufficientemente da potere collidere con atomi neutri, producendo nuovi elettroni liberi (ionizzazione per collisione). L'elettrone iniziale, più quello emesso per collisione, possono venire riaccelerati, per collidere con altri atomi neutri. Questo produce un effetto a valanga, noto come scarica a valanga, o di Townsend (tratto B - C della curva caratteristica). Townsend riuscì, dopo studi sistematici, a caratterizzare quantitativamente la corrente prodotta in una scarica a valanga, ottenendo la relazione:
{\displaystyle I=I_{0}\,e^{\alpha d}\,.}
dove I0 è la corrente di saturazione del regime Geiger, d è la distanza ("gap") fra i due elettrodi (in cm), e α è detto primo coefficiente di Townsend. Esso rappresenta il numero di elettroni prodotti per unità di lunghezza del tubo di scarica.
Calcolare α in base a principi primi è sostanzialmente impossibile: esso dipende dalle sezioni d'urto di tutti i processi in gioco (emissione da parte del catodo, urti elastici e anelastici degli elettroni con gli ioni e con gli atomi neutri, scambio carica e ricombinazione). Tuttavia è possibile dare una forma funzionale di α in base ai parametri essenziali in gioco. 
Innanzitutto,  α è inversamente proporzionale al cammino libero medio dell'elettrone che urta con gli atomi neutri:
{\displaystyle \alpha \propto {\frac {1}{\lambda _{ea}}}\,.}
Inoltre, esso obbedirà alla legge di Saha per la ionizzazione della specie di gas contenuta nel tubo:
{\displaystyle \alpha \propto e^{-{\frac {\varepsilon _{i,z}}{\mathcal {E}}}}=e^{-{\frac {\varepsilon _{i,z}}{E\lambda _{ea}}}}\,.}
dove si tiene conto che l'energia dell'elettrone viene fornita dal campo elettrico lungo un cammino libero medio, {\displaystyle {\mathcal {E}}=E\lambda _{ea}}. Unendo le due relazioni scritte si ottiene:
{\displaystyle \alpha \propto {\frac {1}{\lambda _{ea}}}\,e^{-{\frac {\varepsilon _{i,z}}{E\lambda _{ea}}}}\,.}
A questo punto, si tiene conto che il libero cammino medio è inversamente proporzionale alla pressione nel tubo di scarica, e quindi:
{\displaystyle \alpha =Ap\,e^{-{\frac {B}{E/p}}}\,.}
Si vede pertanto che il parametro essenziale per la ionizzazione di un gas in un tubo di scarica è il campo elettrico diviso per la pressione nel tubo, {\displaystyle E/p}. Normalmente i valori delle costanti A e B che compaiono nell'equazione per α vengono tabulati, interpolando le curve che si ottengono al variare della pressione e della tensione applicata nel tubo, per diversi gas. Il risultato notevole è che i valori delle due costanti dipendono dal tipo di gas, e dai due parametri E e p, ma non dalla forma o dal materiale dell'elettrodo.

### Scarica a bagliore

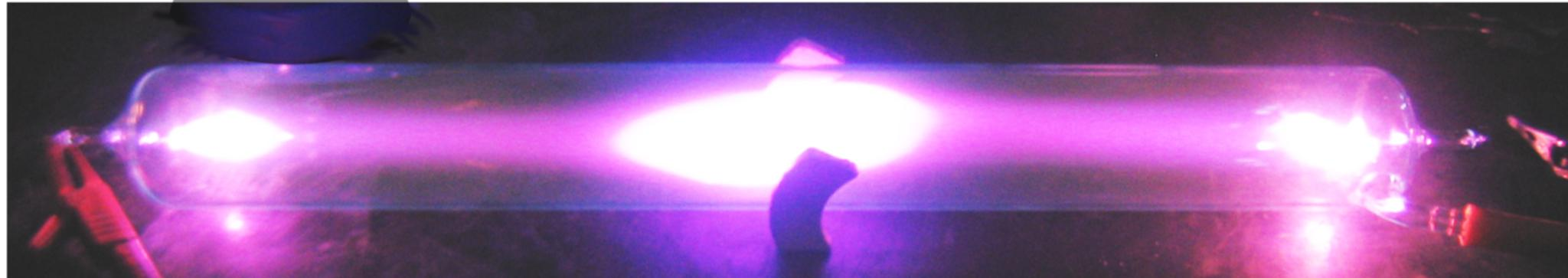
Immagine di una scarica a bagliore in un tubo di vetro lungo 40 cm, 5 cm di diametro.

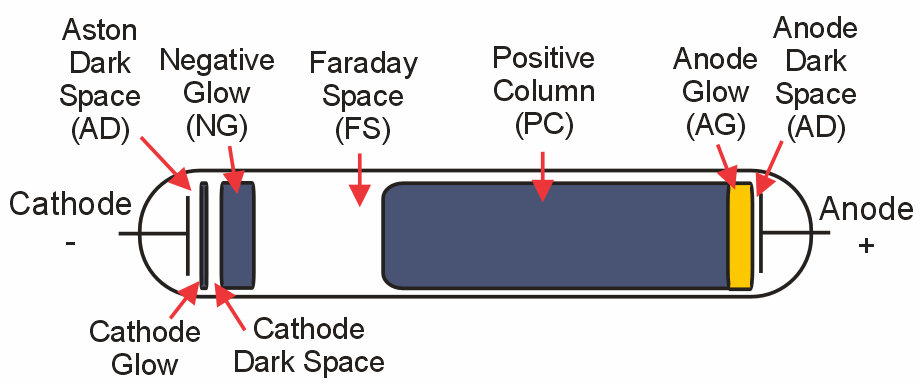
Schema di una scarica a bagliore. I principali elementi sono: (a) L'anodo e il catodo alle estremità del tubo; (b) la zona oscura di Aston; (c) il bagliore catodico; (d) la zona oscura del catodo; (e) il bagliore negativo; (f) la zona oscura di Faraday; (g) la colonna positiva; (h) il bagliore anodico (i); la zona oscura dell'anodo.

Finora, anche se la tensione applicata ai due elettrodi è capace di produrre ionizzazione a valanga, il processo dipende ancora dal numero di elettroni prodotti al catodo, cioè in formule da {\displaystyle \Gamma _{e}(0)}, flusso di elettroni a z=0, che viene controllato dall'esterno. 
La vera rottura dielettrica si ha quando il flusso {\displaystyle \Gamma _{e}(0)} non dipende più dal controllo esterno, ma viene determinato dall'emissione secondaria di elettroni nelle vicinanze del catodo. Questo avviene nella transizione da scarica oscura a scarica a bagliore, cioè nel tratto C-D-E della curva caratteristica.
Allora imponiamo che il flusso di elettroni al catodo, cioè a z=0, sia determinato dall'emissione secondaria, cioè sia proporzionale al flusso di ioni presente sempre al catodo:
{\displaystyle \Gamma _{e}(0)=\gamma \Gamma _{i}(0)\,.}
Il coefficiente γ regola l'emissione secondaria di elettroni da parte di ioni presenti al catodo, ed è talvolta chiamato secondo esponente di Townsend. Il regime in cui la scarica si sostiene da sola è chiamato anche scarica auto-sostenuta di Townsend (punto D della curva caratteristica), ed è caratterizzato da un ancora più marcato aumento della corrente nel tubo.
Se c'è vera rottura dielettrica, gli elettroni devono riuscire a chiudere il circuito, cioè a raggiungere l'anodo, estremità z=d del tubo, senza disperdersi nel gap fra catodo e anodo. Possiamo allora scrivere un'equazione di bilancio della carica, in cui il flusso di elettroni all'anodo z=d meno il flusso di elettroni al catodo z=0 deve eguagliare il flusso di ioni che colpisce il catodo a z=0 meno il flusso di ioni emessi dall'anodo a z=d
{\displaystyle \Gamma _{i}(0)-\Gamma _{i}(d)=\Gamma _{e}(d)-\Gamma _{e}(0)=\Gamma _{e}(0)\left[e^{\alpha d}-1\right]\,.}
dove abbiamo usato la relazione di Townsend {\displaystyle I=I_{0}e^{\alpha d}} per esprimere il flusso di elettroni all'anodo. Adesso usiamo qualche semplificazione: il flusso di ioni emessi dall'anodo, {\displaystyle \Gamma _{i}(d)}, è di solito piccolo in questo regime, e possiamo quindi trascurarlo. Risolvendo l'esponenziale si ottiene subito:
{\displaystyle \alpha d=\log \left(1+{\frac {1}{\gamma }}\right)\,.}
che è la forma consueta che esprime la condizione di innesco (breakdown) di una scarica in un gas in corrente continua.
Il valore tipico di corrente per una scarica a bagliore è delle decine di milliampere, quindi relativamente bassa: benché gli elettroni possano avere temperature intorno ai 5000-10000 kelvin, gli ioni sono a temperatura ambiente.

### Le curve di Paschen
Normalmente, per ottenere una scarica in corrente continua è necessario sapere, per una data lunghezza del tubo d e per un dato valore della pressione p, e per un dato tipo di gas, quale sia la tensione che bisogna applicare per ottenere l'innesco: questo è un problema comune, dalla xerografia, fino all'innesco nei ben più complicati esperimenti di fusione nucleare che utilizzano plasmi. Le espressioni finora fornite sono tuttavia abbastanza implicite, perché richiedono la conoscenza precisa dei due esponenti di Townsend.
Per cominciare, eguagliamo la condizione di innesco, che lega i due coefficienti α e γ, con le curve sperimentali che descrivono α in termini dei due coefficienti A e B:
{\displaystyle Apd\,e^{-{\frac {Bpd}{V_{b}}}}=\log \left(1+{\frac {1}{\gamma }}\right)\,.}
dove abbiamo usato la relazione che lega campo elettrico e tensione di breakdown, {\displaystyle V_{b}d=E}. 
Risolviamo l'esponenziale al membro di sinistra, e otteniamo subito un'espressione per la tensione di innesco:
{\displaystyle V_{b}={\frac {Bpd}{\log {Apd}-\log \left[\log \left(1+{\frac {1}{\gamma }}\right)\right]}}\,.}
Possiamo fare le seguenti osservazioni:
- la tensione di innesco è funzione del prodotto p d, pressione moltiplicato la lunghezza del tubo, come anticipato in modo intuitivo all'inizio del paragrafo;
- per valori grandi di p d, la tensione di innesco aumenta linearmente con p d, cioè:

{\displaystyle V_{b}\sim pd\,.}
il che significa anche che {\displaystyle E/p=} costante. Quindi, per valori grandi di p d, ciascun gas ha un valore tipico di campo elettrico di innesco diviso per pressione;
- per valori di p d piccoli, c'è un valore minimo al di sotto del quale non ci può essere innesco: se la pressione del gas è troppo piccola, la transizione scarica oscura-glow non avviene mai;
- al variare di p d, dato che i valori di A, B e γ sono fissati e dipendono solo dal tipo di gas (molto debolmente dal materiale degli elettrodi), la tensione di innesco descrive delle curve tipiche, note come curve di Paschen.

### Scarica a corona

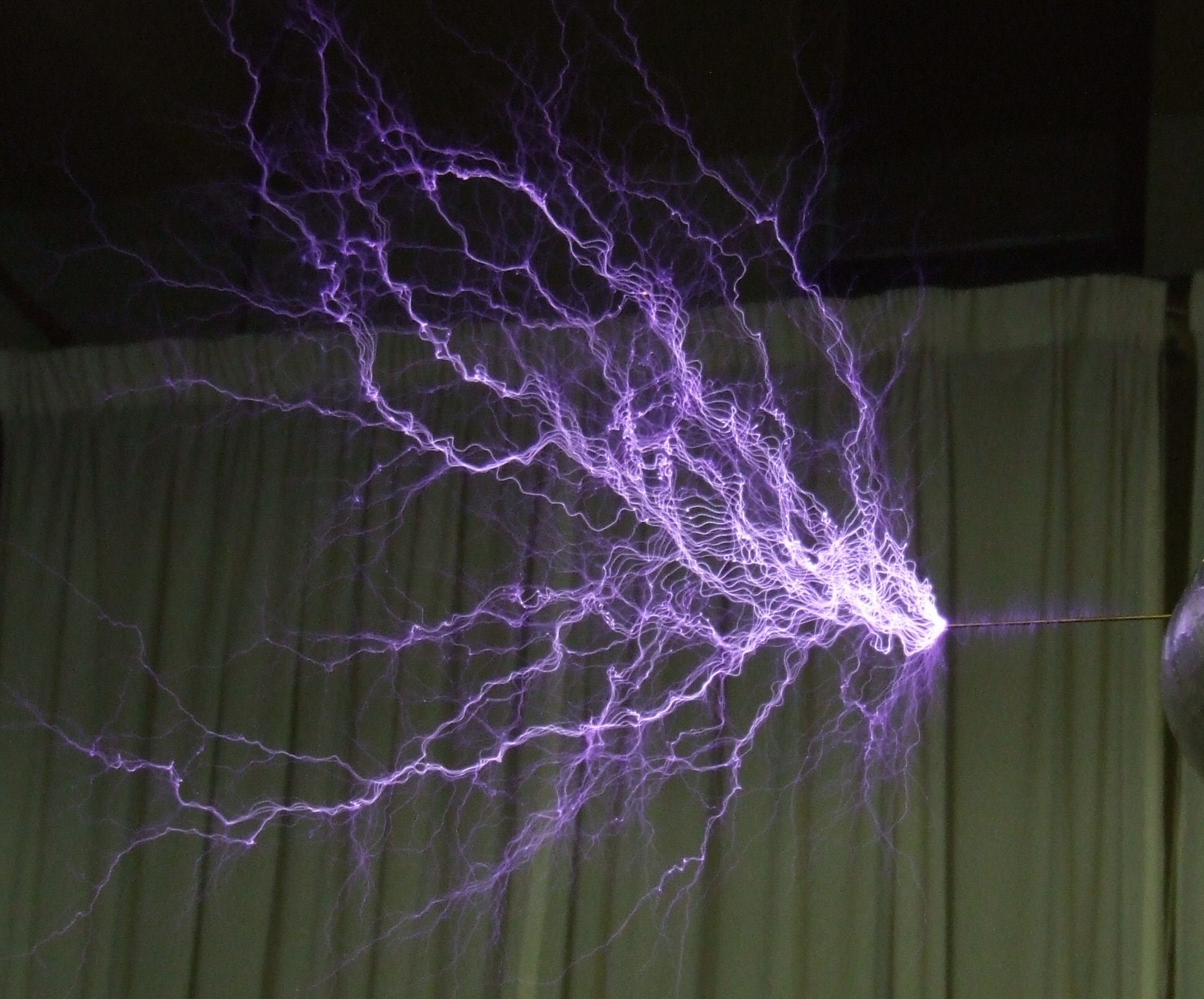
Scarica a corona generata da un conduttore a punta collegato a una bobina di Tesla.

L'esposizione fin qui fatta della scarica a bagliore e dell'innesco presuppone la presenza di elettrodi piani o cilindrici. Quando invece il catodo ha la forma di punta o un filo, il campo elettrico è più intenso in prossimità della punta stessa, per il noto potere disperdente delle punte. Il campo elettrico locale intorno alla punta può quindi superare quello di innesco, {\displaystyle E_{loc}>E_{b}} in un volume limitato intorno alla punta, per {\displaystyle R<R_{loc}}, mentre a distanze maggiori {\displaystyle E<E_{b}} (Questo stesso tipo di ragionamento spiega perché i fulmini siano più probabili vicino a conduttori a punta). In questo modo viene a formarsi una scarica locale nel volume  {\displaystyle R<R_{loc}}, detto volume attivo: si può sfruttare l'area che limita il volume attivo per depositare materiali, effettuare reazioni chimiche (favorite dagli elettroni ad alta energia), ecc.
Di conseguenza, la scarica a corona ha una grande importanza in campo applicativo, come per esempio:
- precipitatori elettrostatici;
- produzione di ozono;
- xerografia;
- ionizzatori per scopi medicali;
- trattamenti di superfici (sputtering).

In riferimento alla curva caratteristica, la scarica a corona si situa in una zona instabile fra la scarica auto-sostenuta di Townsend e la glow, nel tratto D-E della curva stessa: infatti, l'innesco avviene nel volume attivo, e non ha coinvolto tutto il volume occupato dal gas.

### La scarica a bagliore anormale

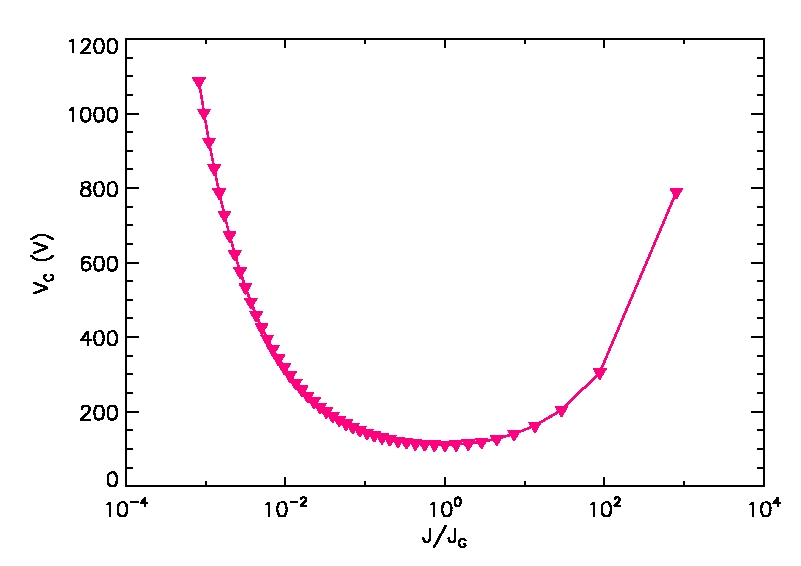
Curva caratteristica di una scarica a bagliore: V_{C} è la tensione al catodo, J = I/A è la densità di corrente al catodo. Gas:argon, pressione 10^{-2} torr.

Finora abbiamo considerato la scarica a bagliore cosiddetta "normale" (punto G della curva caratteristica), per la quale la tensione è sostanzialmente indipendente dalla corrente, e solo una piccola porzione della superficie del catodo è interessata dal passaggio di corrente. Quando il processo di emissione di elettroni coinvolge tutta la superficie del catodo, allora la tensione non è più indipendente dalla corrente, ma è circa proporzionale: con riferimento alla curva caratteristica, si passa da G ad H.
Si può capire il comportamento della glow anormale calcolando una forma approssimata della curva caratteristica. Sappiamo da quanto visto prima che la caduta di tensione nello strato catodico ampio d è una gran parte della caduta di tensione nell'intero tubo VC , normalmente circa la metà: possiamo quindi approssimare che il campo elettrico in questa regione sia il doppio del valore medio
{\displaystyle E={\frac {2V_{C}}{d}}\,.}
Risolvendo l'equazione di Poisson per la densità di ioni nello strato catodico si ottiene subito
{\displaystyle en_{i}={\frac {E}{d}}={\frac {2V_{C}}{d^{2}}}\,.}
La densità di corrente al catodo z=0 si ottiene sommando il contributo elettronico e quello ionico (sappiamo che il flusso elettronico è governato dal secondo coefficiente di Townsend {\displaystyle \Gamma _{e}=\gamma \Gamma _{i}})
{\displaystyle j(0)=e(\Gamma _{e}+\Gamma _{i})=en_{i}v_{i}\,(\gamma +1)\,.}
La velocità ionica è ben approssimabile come un flusso non-collisionale di ioni in un campo elettrico, {\displaystyle v_{i}=\mu _{i}E}, per cui alla fine:
{\displaystyle j(0)={\frac {4\mu _{i}V_{C}^{2}\,(\gamma +1)}{d^{3}}}\,.}
Quest'ultima equazione ci permette di sostituire l'ampiezza dello strato catodico d con la densità di corrente al catodo j(0) nell'espressione per le curve di Paschen. In sostanza, quando il breakdown è già avvenuto a una certa pressione p=costante, l'aumento della densità di corrente equivale a variare p d nelle curve di Paschen: la curva caratteristica di una scarica a bagliore è pertanto una trasformazione della corrispondente curva di Paschen ponendo p=costante e j(0) ∝ VC²/d³. In figura qui a destra è rappresentata la curva caratteristica di una glow in argon, p=10−2 Torr: la densità di corrente è normalizzata al valore minimo JG.
Nella regione in cui {\displaystyle \mathrm {d} V/\mathrm {d} I<0} la glow è instabile: infatti, una variazione {\displaystyle \Delta V<0} del circuito esterno porta a un aumento di corrente nella glow. Se il circuito non è controllato in corrente, rapidamente si raggiunge la condizione in cui {\displaystyle J=J_{G}}: ciò avviene parzialmente attraverso l'aumento della corrente, e parzialmente attraverso la riduzione dell'area attiva del catodo (in quanto {\displaystyle J=I/A}, con A area attiva del catodo, cioè quella in contatto elettrico con la glow). La regione in cui {\displaystyle \mathrm {d} V/\mathrm {d} I>0} è invece stabile, e si comporta come una resistenza ordinaria, in cui un aumento della tensione porta a un aumento della corrente: questa regione è tradizionalmente detta glow "anormale", anche se, come si è visto, corrisponde a una ben definita regione delle curve di Paschen, e quindi è esattamente identica a una glow "normale".

## Arco elettrico

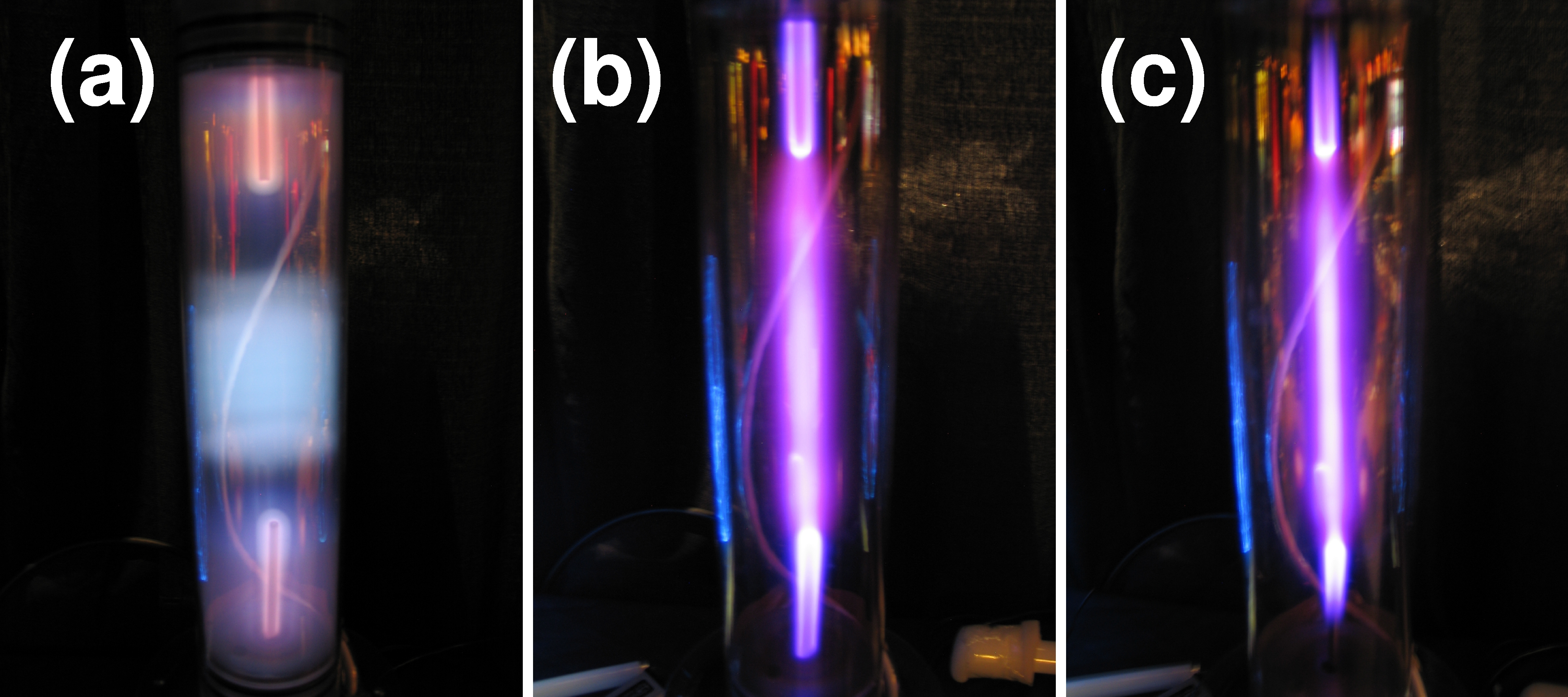
La transizione dalla scarica a bagliore all'arco si può ottenere semplicemente aumentando la pressione del gas di riempimento, come nell'esempio qui mostrato: da (a) a (c) la scarica passa dalla glow, dove il bagliore occupa tutto il tubo da vuoto, all'arco, dove la scarica invece assume gradualmente la forma di una scintilla, e occupa solo la parte centrale del tubo. Gas:argon.

Sir Humphry Davy scoprì l'arco elettrico a impulsi brevi nel 1800. A lui viene attribuito il nome di arco perché assume la forma di un arco verso l'alto quando la distanza tra gli elettrodi non è piccola. Il primo arco continuo fu scoperto nel 1802 e descritto nel 1803 come un "fluido speciale con proprietà elettriche", da Vasily Vladimirovich Petrov.
Nella transizione da glow ad arco (tratto I-J della curva caratteristica) gioca invece un ruolo essenziale l'emissione termoionica dal catodo: il catodo si scalda molto per collisione con gli ioni e per la dissipazione di potenza che si ha nello strato catodico. L'aumento notevole del flusso di elettroni dato dall'emissione termoionica causa una seconda transizione (simile a quella della glow), in cui la tensione applicata ai capi del tubo diminuisce ancora (tratto J-K della curva caratteristica). Conseguentemente la corrente elettrica aumenta di molto, dalle decine a migliaia di Ampere.
Il regime dell'arco si suddivide a sua volta in arco non-termico (punto J della curva caratteristica), in cui la temperatura elettronica è maggiore di quella ionica ({\displaystyle T_{e}>T_{i}}) e arco termico (punto K) dove le collisioni coulombiane sono riuscite a equilibrare le energie di ioni ed elettroni, e {\displaystyle T_{e}=T_{i}}. In un arco a pressione atmosferica la temperatura tipica è {\displaystyle T_{e}=T_{i}=5000} K (valore leggermente variabile a seconda dell'energia di ionizzazione del gas).
Il regime dell'arco è caratterizzato da una resistenza elettrica "positiva" ({\displaystyle dV/dI>0}), e segue la legge di Child-Langmuir {\displaystyle J\propto V^{3/2}} (che è largamente determinata dall'emissione termoionica del catodo).
Poiché molte delle applicazioni degli archi (saldature, torcia al plasma, taglio al plasma, etc.) avvengono a pressione atmosferica, è utile infine ricordare che a pressioni vicine a quella atmosferica ({\displaystyle p>1}atm) la curva caratteristica viene notevolmente compressa, e i punti D e I sono così vicini, che la scarica passa direttamente dal regime della scarica auto-sostenuta di Townsend all'arco. Questo si può verificare sperimentalmente aumentando la pressione del gas di riempimento in un tubo in cui sia presente una glow. Il bagliore, che dapprima occupa tutto il tubo, man mano si concentra, assumendo la forma tipica di un arco (attenzione al catodo che si scalda molto e a lungo andare si può distruggere!). Di conseguenza, a pressione atmosferica è sostanzialmente impossibile creare una glow: la scarica assume subito la forma di un arco (scintilla o fulmine).